# Cheviot (Nouvelle-Zélande)
Pour les articles homonymes, voir Cheviot.
Cheviot est une localité du district de Hurunui, située dans le nord de la région de Canterbury, sur la côte est de l’Île du Sud de la Nouvelle-Zélande.

## Situation
Elle est située sur le trajet de la State Highway 1 à approximativement 110 km au nord de la cité de Christchurch.

## Histoire et dénomination
Le gouvernement sous l’égide du Ministre des Terres John McKenzie (en) acheta l’établissement de Cheviot Hills aux descendants de William Robinson (en)  , .
L’établissement de Cheviot Hills fut divisé en 54 fermes et un centre-ville, qui fut à l’origine appelé Mackenzie.
Ce nom fut largement utilisé pendant une ou deux décades mais graduellement passa d’usage. Le bureau de poste était toujours connu sous le nom de Cheviot et au moins jusqu’en 1913, le centre-ville était largement connu comme Cheviot.
L’établissement de Cheviot Hills avait été dénommé par son propriétaire initial, John Scott Taverhill, d’après le nom  de son pays d’origine, les Cheviot Hills s’étendant dans la frontière entre l'Angleterre et l'Écosse .

## Démographie
Selon le texte= recensement de 2013 de la population en Nouvelle-Zélande, la population de la localité de Cheviot était de 369 habitants, en diminution de 21résidents  par rapport au recensement précédent de recensement de 2006 en Nouvelle-Zélande, qui était de 390 habitants et était aussi en diminution de 3 résidents par rapport au précédent recensement de 2001.
De plus 980 personnes vivent aussi dans la zone rurale desservie par la ville ou dans les villages adjacents tels que Domett, Parnassus, Gore Bay et Port Robinson.
| la population de Cheviot par année | la population de Cheviot par année | la population de Cheviot par année | la population de Cheviot par année |
| ---------------------------------- | ---------------------------------- | ---------------------------------- | ---------------------------------- |
| 1901                               | 216                                | [ 8 ]                              |                                    |
| 2001                               | 393                                |                                    |                                    |
| 2006                               | 390                                | [ 7 ]                              |                                    |
| 2013                               | 369                                | [ 1 ]                              |                                    |

## La région
Cheviot est une ville de service pour le trafic sur la highway et pour des fermes d’activité pastorale du district, qui est actuellement centrée sur l’élevage du mouton.
Basé dans le centre-ville on trouve des pompiers volontaires et un service d’ambulance et 2 officiers de police en service à plein temps.
Les villes alentour comprennent :

### Domett
Domett (prononcé Do-mett), initialement une ville ferroviaire, est maintenant habitée uniquement par les résidents des fermes et de la station de service en rapport avec la jonction de la Old Main Road/Hurunui River Mouth Road.
À côté de cette jonction se trouve l’ancienne station de la ligne de chemin de fer nommée : Domett Railway Station, transformée en café.
La Domett Service Station fournit une vente hors horaire de fuel (avec surtaxe) car la plupart des stations de la région sont fermées à partir de 6 h pm.

### Spotswood
Spotswood a un vieux hall, qui est toujours en service régulier et est constitué essentiellement pour les fermes autour de Waiau East Road.

### Parnassus
Le village de Parnassus est légèrement plus grand que les autres villages mais l’école locale de Parnassus School a fermé récemment.
Le fameux pont rail/route au-dessus de la rivière Waiau était situé là, avant d’être abandonné et remplacé par un nouveau pont routier.
Avant l’ouverture de l’ancien pont en 1930, un ferry à travers la rivière permettait le transport des biens du nord au sud.
L’extrémité du fleuve Waiau n’est pas très loin de son embouchure et l’accès peut être fait passant à travers la propriété avec la permission des propriétaires.
Sur le parcours de la route nationale (State Highway), au nord de Parnassus, qui est connue comme la Leader Road, et conduit au centre-ville de Waiau, Rotherham, Culverden et Hanmer Springs.

### La baie de Gore

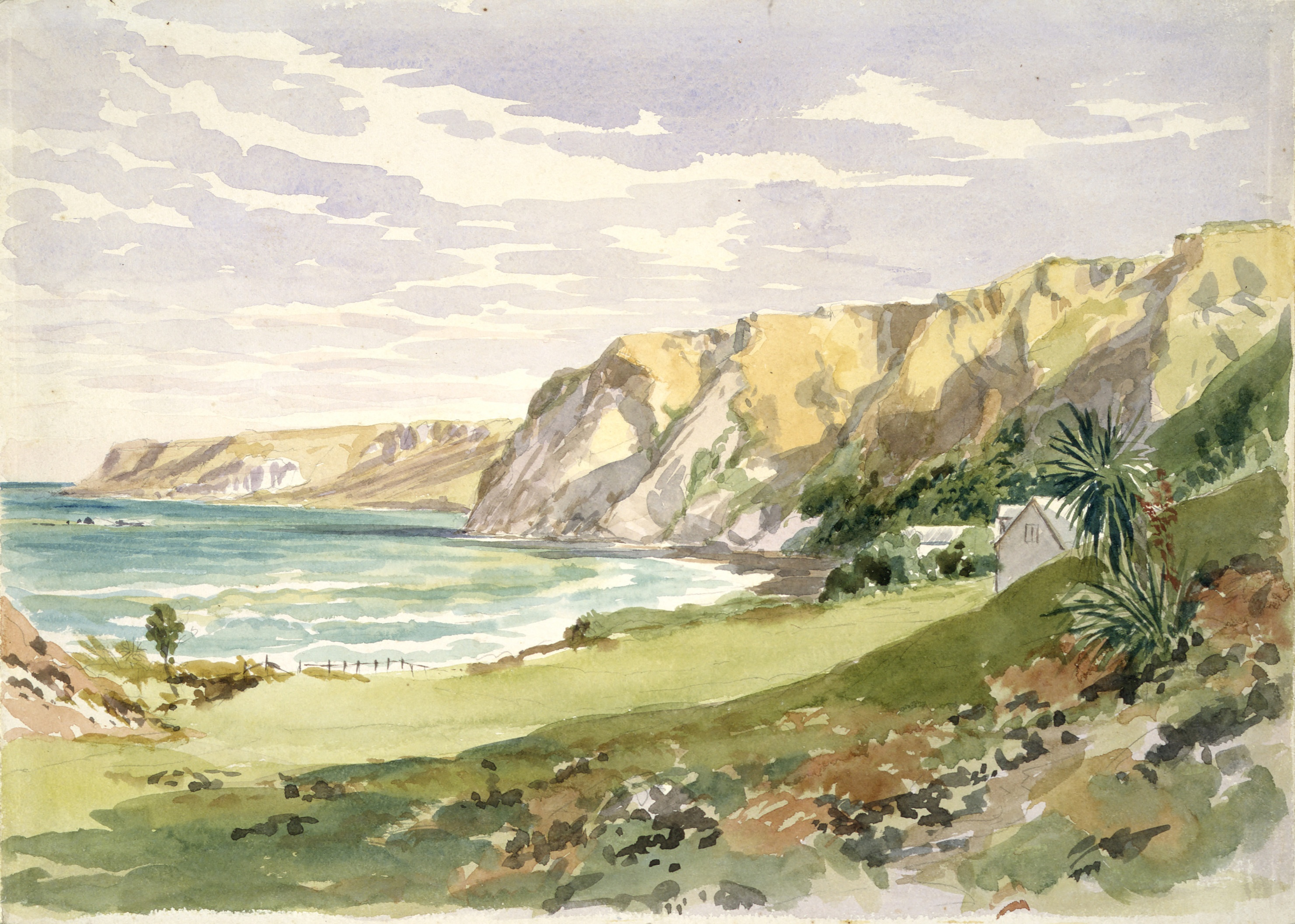
La baie de Gore en 1874, avec la maison devant les cabbage tree appartenant à Eliza Robinson

Gore Bay est une plage de surf avec des maisons estivales sur la plage et seulement 14 résidents permanents.
Il y a 2 terrains de camping locaux, chacun avec un accès à la plage et un commerce.
C’est une destination populaire de Nouvel-An.
À noter, la proximité de Cathédral Gully, un canyon spectaculaire sculpté par les intempéries dans l’argile.

### Port Robinson
Autrefois, un port prospère nommé Port Robinson qui est maintenant juste un quai.
L’ancien quai est toujours visible mais quelque peu dangereux.

### Station de Stonyhurst
Stonyhurst est une station agricole dans la vallée de Blythe, au sud-ouest de Cheviot.
Elle fut fondée en 1851 par Frederick Weld et Charles Clifford.
Il fut impressionné quand il passa allant de Lyttelton à Flaxbourne, dans la région de Marlborough.
Clifford y établit des moutons sur le terrain et sur la plage juste au sud de la rivière Blythe qui a ensuite été connue sous le nom de Stonyhurst Station, dénommé d’après Stonyhurst College en Angleterre, où ils furent tous les deux éduqués.
La ferme initialement occupée couvrait près de 30 000 ha essentiellement pour la production de la laine de la vallée de Blythe Valley.
Environ 12 000 ha furent vendus en 1863, et à nouveau 4 000 ha une décade plus tard.
Vers l’année 1900, la plupart de ce qui restait des terres fut subdivisé.
La station d’élevage actuelle représente environ un dixième de la surface d’origine.
Le secteur est décrit par les autorités locales comme une zone naturelle de potentialité significative  et le cottage du directeur est classé dans la liste de Catégorie II des bâtiments protégés sous le Historic Places Act.

## Éducation

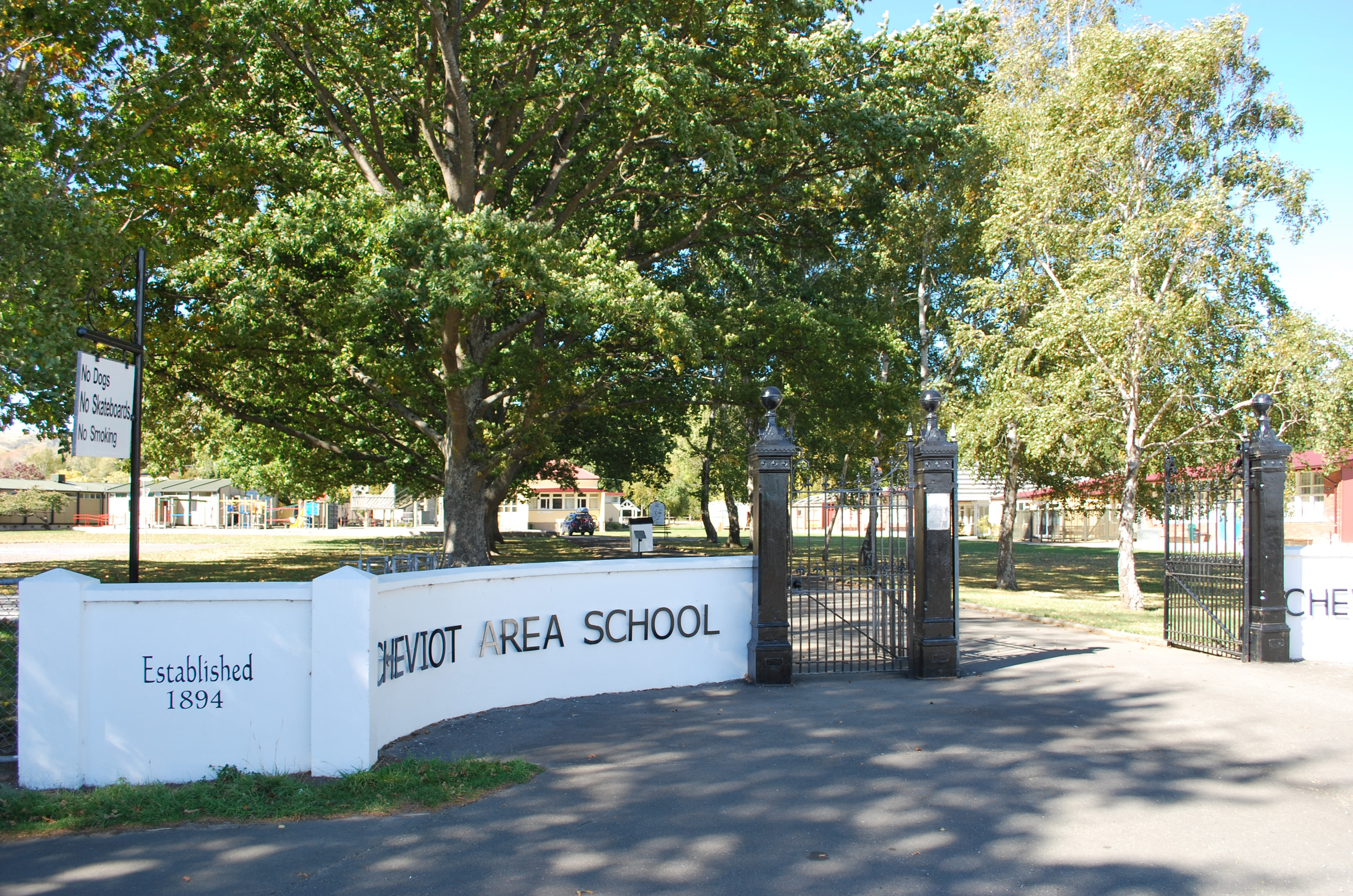
Zone de l'école de Cheviot

La scolarisation dans le secteur de Cheviot a commencé en 1894.
La première école fut la  McKenzie School, où se trouve maintenant l'A&P Showgrounds. Le nom fut changé en  Cheviot School  en 1931.
À partir de ce moment, l'école a fourni seulement une éducation primaire jusqu'au niveau 2.
En 1937, elle devint la Cheviot District High School.
- Cheviot Area School  est une école composite, mixte, accueillant les enfants des années 1 à 13.

Elle a aussi un rôle plus large en fournissant une éducation continue, des installations et le support pour les groupes de la communauté.
L'école principale la plus proche contribuant au primaire est celle de Parnassus, une école allant des années 1 à 6, mais qui fut fermée en 2008.
- La commune contient aussi  deux écoles maternelles : Cheviot Learning Centre  et The Tree Hut.

Il y a un très fort support de la communauté pour l’école et une association active d’école à domicile (Home & School Association).
Cheviot Area School participe à la compétition dans le cadre de la CASAFest (Canterbury Area Schools Association Festival) qui est une compétition de sport avec les écoles d'Akaroa, d'Amuri, Hawarden, Oxford, et Rangiora.
L'école entretient des échanges internationaux avec les écoles du Japon et du Canada.

## Autres lectures
- (en) A. W. Reed, The Reed Dictionary of New Zealand Place Names, Auckland, Reed Books, 2002 (ISBN 0-7900-0761-4)